# Kollagen-Typ 12α1
Kollagen Typ XII, alpha 1 ist ein Kollagen, das vom Gen COL12A1 codiert wird. Es bildet Homotrimere, die wiederum Kollagenfibrillen vom Typ XII formen.

## Eigenschaften
Typ XII Kollagen interagiert mit Fibrillen, die Kollagen vom Typ I beinhalten. Daher wird es auch als fibrillenassoziiert bezeichnet. Die COL1-Domäne wird mit der Fibrillenoberfläche assoziiert und die COL2- und NC3-Domänen befinden sich wahrscheinlich in der umgebenden Matrix. Es zuständig für die Zelladhäsion, den kollagenen Katabolismus, die Organisation der Kollagenfibrillen im Zytoskelett, die endodermale Zelldifferenzierung und die Entwicklung des Skeletts.
Die Isoformen 1 und 2 befinden sich im Amnion, im Chorion, im Skelettmuskel, Dünndarm und in der Zellkultur von dermalen Fibroblasten, Keratinozyten und Endothelialzellen. Nur die Isoform 2 befindet sich in der Lunge, der Plazenta und in der Zelllinie des Plattenepithelkarzinoms. Isoform 1 befindet sich auch in der Bowman-Membran und in der interfibrillären Matrix des Stromas der Hornhaut.
Mutationen im Gen COL12A1 können zur Bethlem-Myopathie 2 und zur Kongenitalen Muskeldystrophie Typ Ullrich 2 führen.